# Forma del Bene
La Forma del Bene, più letteralmente tradotta con “l'idea del Bene” (ἡ τοῦ ἀγαθοῦ ἰδέα), è un concetto della filosofia di Platone. Le forme platoniche sono definite come concetti perfetti, eterni e immutabili che esistono al di fuori dello spazio e del tempo, mentre la Forma del Bene è la misteriosa forma suprema che è la fonte di tutte le altre.

## Uso nel dialogoLa Repubblica
I primi riferimenti alla Forma del Bene che si trovano ne La Repubblica sono contenuti nella conversazione tra Glaucone e Socrate (454 c-d). Nel tentativo di rispondere a domande difficili relative alla definizione della giustizia, Platone afferma che dovremmo concentrarci «sull'unica forma di uguaglianza e differenza rilevante per i particolari modi di vita», che è la forma del Bene. Questa forma è la base per comprendere tutte le altre forme.
Nell'ambito dello stesso dialogo (508 a-c), Platone paragona la Forma del Bene al sole che ci permette di vedere le cose, facendo una distinzione importante: «il sole non è la vista», ma è «la causa della vista stessa». Come il sole è nel regno del visibile, la Forma del Bene è nel regno dell'intelligibile. È «ciò che dà verità alle cose conosciute e il potere di conoscere a chi conosce». Non è solo «la causa della conoscenza e della verità, ma è anche oggetto di conoscenza».
Platone spiega come la forma del Bene permetta alla cognizione di comprendere concetti difficili come la giustizia. Perciò, “il bene è ancora più prezioso" (508d-e) ed è “superiore in rango e potere" alla conoscenza e alla verità (508e).

## Analisi accademica
Platone scrive che la Forma (o Idea) del Bene è l'origine della conoscenza, sebbene non sia la conoscenza stessa, e che dal Bene le cose giuste e vere traggono la loro utilità e il loro valore. 
Gli esseri umani sono indotti a perseguire il bene, ma nessuno può sperare di riuscirci senza un ragionamento filosofico. Secondo Platone, la vera conoscenza non riguarda gli oggetti materiali e le intelligenze imperfette che incontriamo nelle nostre interazioni quotidiane con tutti gli esseri umani, quanto piuttosto la natura di quegli archetipi puri e perfetti a partire dai quali sono formati tutti gli esseri creati. Platone suppone che questi tipi perfetti esistano da sempre e per sempre e li chiama forme o idee.
Poiché queste forme non possono essere percepite dai sensi umani, qualsiasi conoscenza noi raggiungiamo delle forme deve essere vista con gli occhi della mente (cfr. Parmenide 132a), mentre le idee derivate dal mondo concreto del divenire sono in ultima analisi insoddisfacenti e incerte (vedi il Teeteto). Platone mantiene quel grado di scetticismo che nega ogni autorità permanente all'evidenza dei sensi. In sostanza, suggerisce che la giustizia, la verità, l'uguaglianza, la bellezza derivano dalla Forma del Bene.

### Critica di Aristotele
Aristotele discute la Forma del bene in termini critici più volte in entrambe le sue principali opere etiche giunte fino a noi, l'Etica Eudemia e l'Etica Nicomachea. Egli sostiene che la Forma del Bene platonica non si applichi al mondo fisico, poiché Platone non attribuisce la “bontà” a nulla del mondo esistente. Poiché la Forma del Bene di Platone non spiega gli eventi del mondo fisico, gli esseri umani non hanno motivo di credere che la Forma del Bene esista e che essa sia quindi rilevante per l'etica umana.

### Altre critiche
La Forma del Bene di Platone è spesso criticata perché troppo generica. Essa non definisce gli enti del mondo che sono buoni ed è quindi priva di connessione con la realtà. Non è applicabile all'etica umana, poiché non esiste un metodo predefinito per perseguire la bontà. 
Il Socrate platonico de La Repubblica riconosce la Forma del Bene come un concetto sfuggente e suggerisce di accettarla come ipotesi, che è pur oggetto di critiche per la sua debolezza intrinseca. L'unica alternativa all'accettazione di un'ipotesi è confutarne tutte le obiezioni, operazione che è controproducente nel percorso di contemplazione.
Aristotele, insieme ad altri studiosi, intese la Forma del Bene come sinonimo dell'idea dell'Uno. Platone sostenne che il Bene è la forma più alta e che tutti gli oggetti aspirano ad essere buoni: l'Uno è ciò che è più in alto nella gerarchia di tutto ciò che esiste e, come il Bene, ciò a cui la maggior parte degli enti tende.
Il filosofo Rafael Ferbe ha respinto la visione di Aristotele secondo cui il Bene è l'Uno e ha scritto che la Forma del Bene è una nozione contraddittoria. Ferber ha affermato che la Forma del Bene di Platone potrebbe essere contemporaneamente definita e sconosciuta, ed essere in uno stato di "essere" e “non-essere”.
Le forme di Platone sono state anche criticate in quanto ritenute la ragione di tutte le cose, anziché un'essenza indipendente da queste. Alcuni studiosi ritengono anche che Platone intendesse la forma come l'essenza da cui le cose prendono l'esistenza. Queste diverse interpretazioni della concezione platonica della forma lasciano pensare che nemmeno Platone avesse una definizione sistematica della forma.

## Importanza e eredità
Gli scritti di Platone sul significato della virtù e della giustizia permearono tutta la tradizione filosofica occidentale. Plotino, fondatore del neoplatonismo, aveva principi fortemente influenzati dall'idea platonica del Bene. Il suo concetto di Uno è equivalente al Bene perché descrive una verità ontologica ultima. L'Uno è sia incausato che causa dell'essere di tutto ciò che esiste. Plotino paragonava il suo principio dell'Uno a una luce illuminante, come aveva fatto Platone con la forma del Bene. Gran parte della filosofia platonica fino al XIX secolo derivava dall'interpretazione che ne aveva dato Plotino.
Molti teologi e filosofi dell'ebraismo, del cristianesimo e dell'islamismo guardarono alle idee del platonismo mediate dalla lente di Plotino.
Amphis, un commediografo di Atene, fece dire a uno dei suoi personaggi: 
(Diogene Laerzio 3.27)
Esiste un'antica tradizione aneddotica secondo cui Platone tenne una conferenza pubblica intitolata Sul Bene che confuse così tanto il pubblico che la maggior parte delle persone se ne andò via. Alla fine della conferenza, Platone disse a coloro che erano rimasti: «Il Bene è l'Uno».